# 蒙多尔
蒙多尔（法語：Mont-Dore，法語發音：[mɔ̃ dɔʁ]），常称勒蒙多尔（法語：Le Mont-Dore），法国中南部市镇，位于奥弗涅-罗讷-阿尔卑斯大区多姆山省，隶属于伊苏瓦尔区，其市镇面积为35.87平方公里，2022年1月1日时人口数量为1,200人，在法国城市中排名第8,075位。
蒙多尔位于多姆山省西南部，蒙多尔山脉腹地，多尔多涅河畔，是法国中央高原地区重要的旅游城市之一，因当地的温泉浴场、滑雪场以及当地出产的同名矿泉水而闻名。

## 地名来源
根据当地官方网站的论述，“Dore”一名可能出自“Durãnius”，意为“激流”，其词源尚有待考证。“Mont-Dore”自1801年起成为当地官方名称。
蒙多尔所处区域历史上曾通行奥弗涅方言，“Mont-Dore”在奥克语维基百科中被标记为“Lo Mont Dòr”，在同语言的Openstreetmap中则被标记为“Lo Mont Dòr”。

## 历史

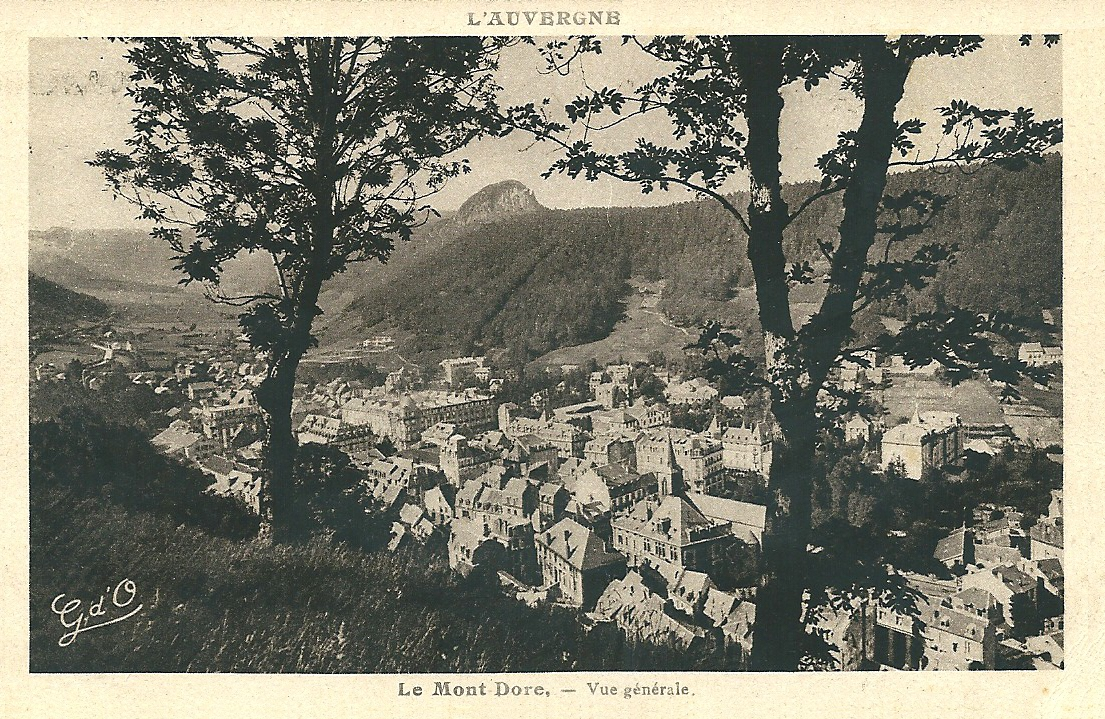
20世纪初的蒙多尔

蒙多尔的早期历史尚不清楚，根据当地官方网站的论述，蒙多尔在古典时期就已形成聚落，彼时罗马人利用当地的温泉资源而兴建浴场，后逐渐废弃。14世纪初，当地约有700名居民。法国大革命后，蒙多尔地区被组建为一个被命名为“Bains”的多姆山省市镇，后又曾于1801年改为“Bains-du-Mont-d'Or”。工业革命期间，蒙多尔的温泉资源得到广泛开发，当地先后于1817年和1823年建成了两处温泉浴场。蒙多尔由此逐渐发展成为一座旅游城市；1855年，当地建成圣帕尔杜教堂；连接此地的拉克伊—勒蒙多尔铁路于1899年建成通车。1910年，蒙多尔境内建成了当地首座滑雪场；连接桑西山的缆车则于1936年建成。
在行政区划方面，蒙多尔曾于1851年划入克莱蒙费朗区，后于2017年再次划回伊苏瓦尔区。1801至2015年间，蒙多尔隶属于罗斯福尔蒙塔涅县。

## 地理

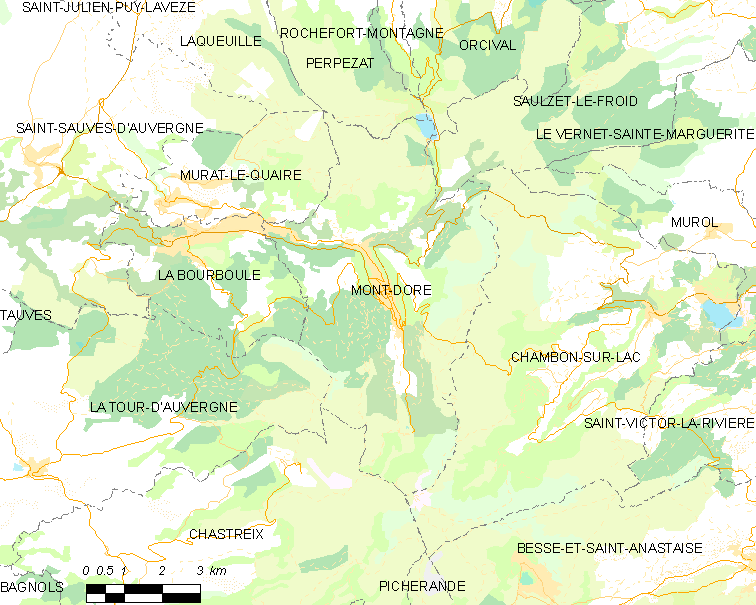
蒙多尔市镇范围地图

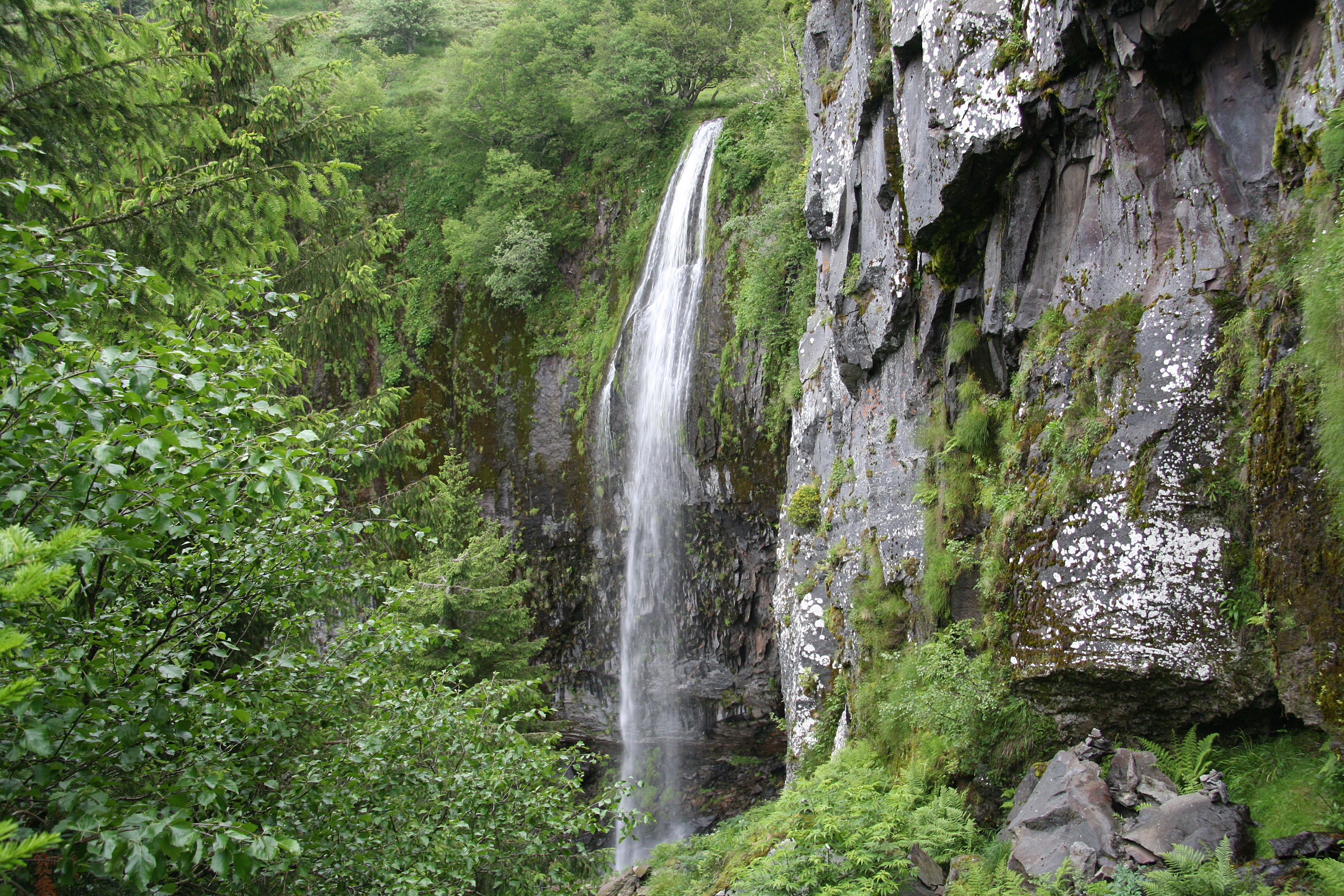
蒙多尔瀑布

蒙多尔位于法国中南部，奥弗涅-罗讷-阿尔卑斯大区西部和多姆山省西南部，距离省会克莱蒙费朗大约44公里。与蒙多尔接壤的市镇包括：米拉勒凯尔、佩尔珀扎、奥尔西瓦勒、索尔泽勒弗鲁瓦、拉布尔布勒、滨湖尚邦、沙斯特雷和奥弗涅地区拉图尔。

### 地形
蒙多尔位于蒙多尔山脉腹地，境内地形复杂，市镇中心位于一处河谷地带，四周为高耸的山峦，全境海拔在897到1,883米之间，其中最高点为市镇南端的桑西山，后者也是法国中央高原的最高峰。

### 水文
多尔多涅河干流自东南向西北穿越蒙多尔镇中心，另有多条溪流在此与其交汇，市区东部的勒蒙多尔瀑布是当地的一处自然景观。

### 植被
蒙多尔是奥弗涅火山自然保护区的组成部分，该地属于温带阔叶混交林与针叶林混合分布区，林地大量分布于河谷及坡地地带。
在鲜花城市的评比中，蒙多尔被评为1星级鲜花城市。

### 气候
蒙多尔在柯本气候分类法中属于山地气候，部分低海拔区域有温带气候特征。
蒙多尔境内设有常年气象站，以下为该气象站的数据（其中日照数据取自克莱蒙费朗）：
| 蒙多尔 1981年－2019年 | 蒙多尔 1981年－2019年 | 蒙多尔 1981年－2019年 | 蒙多尔 1981年－2019年 | 蒙多尔 1981年－2019年 | 蒙多尔 1981年－2019年 | 蒙多尔 1981年－2019年 | 蒙多尔 1981年－2019年 | 蒙多尔 1981年－2019年 | 蒙多尔 1981年－2019年 | 蒙多尔 1981年－2019年 | 蒙多尔 1981年－2019年 | 蒙多尔 1981年－2019年 | 蒙多尔 1981年－2019年 |
| 月份                  | 1月                   | 2月                   | 3月                   | 4月                   | 5月                   | 6月                   | 7月                   | 8月                   | 9月                   | 10月                  | 11月                  | 12月                  | 全年                  |
| --------------------- | --------------------- | --------------------- | --------------------- | --------------------- | --------------------- | --------------------- | --------------------- | --------------------- | --------------------- | --------------------- | --------------------- | --------------------- | --------------------- |
| 历史最高温 °C（°F）   | 17.6 (63.7)           | 23.4 (74.1)           | 22.6 (72.7)           | 25.8 (78.4)           | 28.5 (83.3)           | 32.6 (90.7)           | 34.1 (93.4)           | 34.8 (94.6)           | 29.1 (84.4)           | 25.7 (78.3)           | 21.5 (70.7)           | 18.7 (65.7)           | 34.8 (94.6)           |
| 平均高温 °C（°F）     | 4.4 (39.9)            | 5.1 (41.2)            | 7.8 (46.0)            | 10.7 (51.3)           | 15.3 (59.5)           | 19 (66)               | 21.7 (71.1)           | 21.2 (70.2)           | 17.4 (63.3)           | 13.3 (55.9)           | 7.7 (45.9)            | 5.1 (41.2)            | 12.4 (54.3)           |
| 日均气温 °C（°F）     | 0.9 (33.6)            | 1.3 (34.3)            | 3.6 (38.5)            | 6.1 (43.0)            | 10.2 (50.4)           | 13.5 (56.3)           | 15.9 (60.6)           | 15.4 (59.7)           | 12.1 (53.8)           | 8.9 (48.0)            | 4.1 (39.4)            | 1.7 (35.1)            | 7.8 (46.0)            |
| 平均低温 °C（°F）     | −2.7 (27.1)           | −2.6 (27.3)           | −0.6 (30.9)           | 1.6 (34.9)            | 5.2 (41.4)            | 8 (46)                | 10 (50)               | 9.7 (49.5)            | 6.8 (44.2)            | 4.4 (39.9)            | 0.5 (32.9)            | −1.7 (28.9)           | 3.2 (37.8)            |
| 历史最低温 °C（°F）   | −21.5 (−6.7)          | −23.8 (−10.8)         | −17.2 (1.0)           | −10.4 (13.3)          | −3.5 (25.7)           | −2 (28)               | 1.6 (34.9)            | 1 (34)                | −2.2 (28.0)           | −7.9 (17.8)           | −12.9 (8.8)           | −18.8 (−1.8)          | −23.8 (−10.8)         |
| 平均降水量 mm（）     | 164.8 (6.49)          | 146.2 (5.76)          | 148 (5.8)             | 156.4 (6.16)          | 157.7 (6.21)          | 132.1 (5.20)          | 113.9 (4.48)          | 109.5 (4.31)          | 138.6 (5.46)          | 168.5 (6.63)          | 176.6 (6.95)          | 183 (7.2)             | 1,795.3 (70.68)       |
| 月均日照時數          | 88.9                  | 108.4                 | 161.4                 | 173.5                 | 197.9                 | 225.2                 | 249.2                 | 234.8                 | 185.4                 | 135.1                 | 84                    | 69.2                  | 1,913                 |
| 来源：infoclimat.fr   |                       |                       |                       |                       |                       |                       |                       |                       |                       |                       |                       |                       |                       |

## 行政区划
蒙多尔的市镇编号为63236，邮政编号为63240。
在行政管理方面，蒙多尔隶属于法国奥弗涅-罗讷-阿尔卑斯大区多姆山省伊苏瓦尔区；在地方选举方面，蒙多尔隶属于勒桑西县，其市镇范围全境被划入多姆山省第三选区；在社会管理方面，蒙多尔是勒桑西高原市镇公共社区的办公驻地。
截至2023年11月，蒙多尔市镇范围内暂无任何城市敏感街区及城市政策优先街区。
法国国家统计与经济研究所（简称）在进行数据统计时，未将蒙多尔划入任何城市核心区（Unité urbaine）、城市区（Aire urbaine）及城市辐射区（Aire d'attraction）。此外，还将蒙多尔市镇整体看作一个“块区”（IRIS），以便于统计人口分布情况。

## 交通

### 公路
多姆山省省道D36线、D130线、D645线、D983线和D996线在蒙多尔境内交汇。奥弗涅-罗讷-阿尔卑斯城际巴士（商业名称为）下属的P45线和P46线停靠蒙多尔，可直通克莱蒙费朗、于塞勒、拉布尔布勒等地。
| 25 | 18 |

| 克莱蒙费朗 | 43 |

| 伊苏瓦尔 | 48 |

| 圣于连皮拉韦兹 | 19 |

2020年，16.4%的蒙多尔家庭拥有至少一辆私人汽车。2021年，蒙多尔境内共发生各类交通事故2起，造成2人受伤，其中1人重伤。

### 铁路

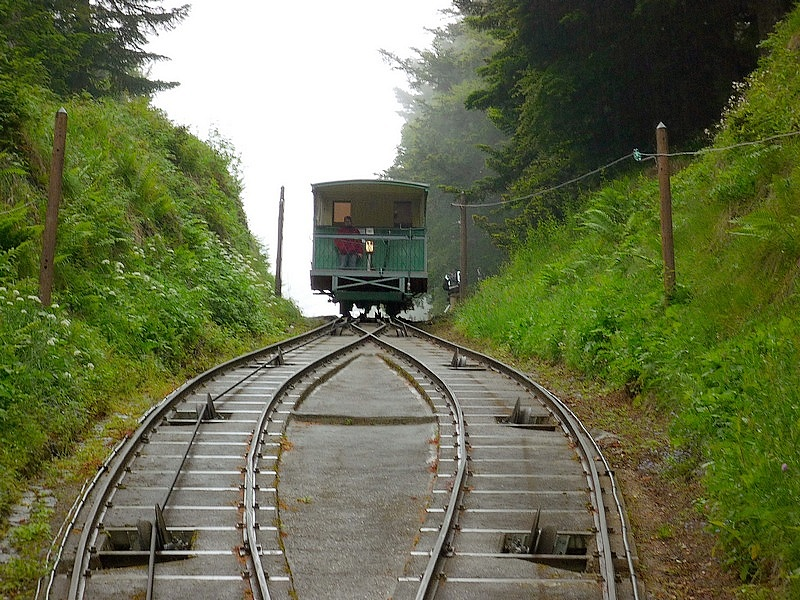
嘉布遣缆车

蒙多尔位于拉克伊—勒蒙多尔铁路上，该铁路自2015年起停止客运服务，现为蒙多尔矿泉水厂运输专线。
蒙多尔距离克莱蒙费朗站和伊苏瓦尔站的公路里程均约48公里，距离于塞勒站则大约54公里。

### 航空
距离蒙多尔最近的民用航空站为54公里外的克莱蒙费朗机场。

### 城市公共交通
嘉布遣缆车连接蒙多尔市区和西侧的嘉布遣山顶，该线路全长488米，高差175米，自1898年起运营，是法国首条电力缆车线路

## 政治

### 市政内阁

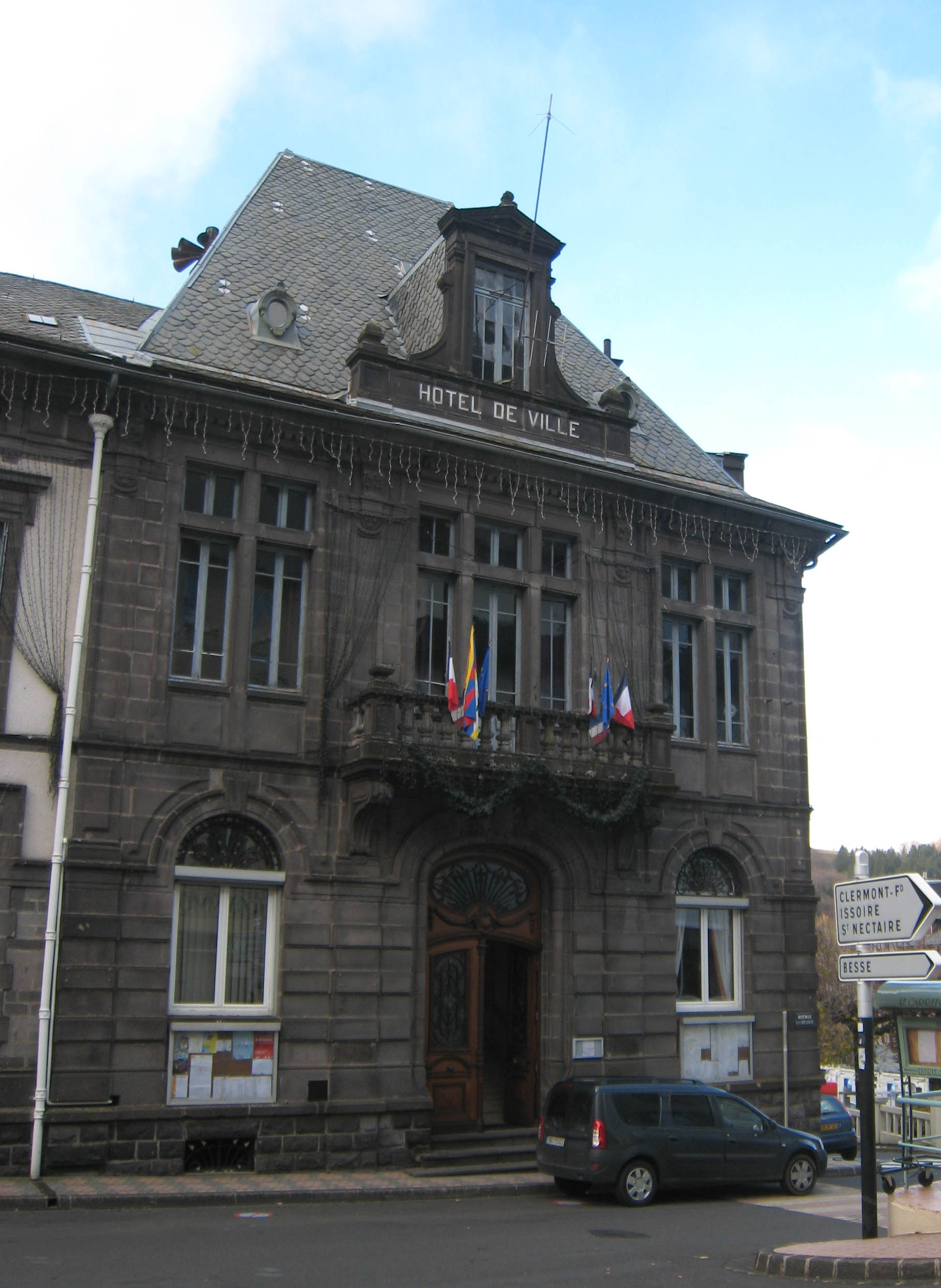
蒙多尔市政厅

蒙多尔的现任市长为塞巴斯蒂安·迪堡先生（Sébastien DUBOURG），他是共和党的一名成员，在2020年的市政选举中获得了56.88%的支持率。
| 蒙多尔历届市长                 | 蒙多尔历届市长                           | 蒙多尔历届市长            |
| 任期                           | 市长                                     | 党派                      |
| ------------------------------ | ---------------------------------------- | ------------------------- |
| 1945年－1950年                 | Georges-Constant LAGAYE 乔治-康斯坦·拉盖 | 不详                      |
| （1945年－1983年年间资料暂缺） |                                          |                           |
| 1983年－1989年                 | Jean-Michel FRÉNIAL 让-米歇尔·弗雷尼亚尔 | 不详                      |
| （1989年－1994年年间资料暂缺） |                                          |                           |
| 1994年－2001年                 | Michèle MABRU 米谢勒·马布吕              | 不详                      |
| 2001年－2020年                 | Jean-François DUBOURG 让-弗朗索瓦·迪堡   | UMP人民运动联盟 →LR共和黨 |
| 2020年－                       | Sébastien DUBOURG 塞巴斯蒂安·迪堡        | LR共和黨                  |

### 各级选举
| 蒙多尔历届投票选举结果 | 蒙多尔历届投票选举结果 | 蒙多尔历届投票选举结果 | 蒙多尔历届投票选举结果 | 蒙多尔历届投票选举结果        | 蒙多尔历届投票选举结果 | 蒙多尔历届投票选举结果 | 蒙多尔历届投票选举结果        | 蒙多尔历届投票选举结果 | 蒙多尔历届投票选举结果 |
| 选举项目               | 选举范围               | 选区单位               | 选区单位内的选举结果   | 选区单位内的选举结果          | 选区单位内的选举结果   | 选区单位内的选举结果   | 选区单位内的选举结果          | 选区单位内的选举结果   | 参考资料               |
| 选举项目               | 选举范围               | 选区单位               | 第一轮胜出者           | 第一轮胜出者                  | 支持率                 | 第二轮胜出者           | 第二轮胜出者                  | 支持率                 | 参考资料               |
| ---------------------- | ---------------------- | ---------------------- | ---------------------- | ----------------------------- | ---------------------- | ---------------------- | ----------------------------- | ---------------------- | ---------------------- |
| 2017年法國總統選舉     | 法國                   | 市镇                   |                        | 埃马纽埃尔·马克龙             | 26.52%                 |                        | 埃马纽埃尔·马克龙             | 67.89%                 | [ 22 ]                 |
| 2017年法国立法选举     | 多姆山省第三选区       | 市镇                   |                        | 洛朗丝·维希涅夫斯基           | 35.84%                 |                        | 洛朗丝·维希涅夫斯基           | 54.53%                 | [ 22 ]                 |
| 2019年欧洲议会选举     | 法國                   | 市镇                   |                        | 纳塔莉·卢瓦索                 | 25.00%                 | （不适用）             | （不适用）                    | （不适用）             | [ 24 ]                 |
| 2021年法国省级选举     | 多姆山省               | 县                     |                        | 埃莉萨贝特·克罗泽 里奥内尔·盖 | 49.52%                 |                        | 埃莉萨贝特·克罗泽 里奥内尔·盖 | 54.6%                  | [ 25 ]                 |
| 2021年法国省级选举     | 多姆山省               | 市镇                   |                        | 埃莉萨贝特·克罗泽 里奥内尔·盖 | 44.11%                 |                        | 埃莉萨贝特·克罗泽 里奥内尔·盖 | 51.49%                 | [ 25 ]                 |
| 2021年法国大区选举     |                        | 市镇                   |                        | 洛朗·沃基耶                   | 70.48%                 |                        | 洛朗·沃基耶                   | 75.46%                 | [ 26 ]                 |
| 2022年法国总统选举     | 法國                   | 市镇                   |                        | 埃马纽埃尔·马克龙             | 35.03%                 |                        | 埃马纽埃尔·马克龙             | 57.06%                 | [ 22 ]                 |
| 2022年法国立法选举     | 多姆山省第三选区       | 市镇                   |                        | 洛朗丝·维希涅夫斯基           | 28.04%                 |                        | 洛朗丝·维希涅夫斯基           | 61.35%                 | [ 22 ]                 |

## 人口
2020年，蒙多尔市镇人口数量为1,274，在法国排名第8,075位。其中男性576人，女性698人，75岁及以上人口占13.0%，外籍人口数量为33人，人口密度为36人/平方公里，当地居民被称为（男性）或（女性）。2021年，蒙多尔境内出生8人，死亡人口30人。
| 蒙多尔1901年－2020年人口变化情况 |
|                                  |
| 数据来源：Cassini、INSEE         |

## 经济
蒙多尔是一个区域性的中心城市。截至2023年11月，蒙多尔市镇范围内共有各类用人单位（包含自雇）805家，平均历史为17年，其中99.44%为中小型企业（PME），2023年9月至11月间，当地的经济活力指数为0。（缆车）、（销售）及（面包房）是当地2021年营业额最高的三个企业，分别为1,131,530欧元、509,052欧元和470,962欧元。

## 财政与居民收入
2021年，蒙多尔的财政收入总额为6,050,630欧元，财政支出总额为4,891,260欧元，当年的债务总额为6,743,620欧元。2021年，蒙多尔市镇共获得了929,630欧元的国家直接财政补助。
2019年，蒙多尔的人均月收入总额为1,978欧元，低于法国平均水平（2,303欧元）。
2020年，蒙多尔境内的贫困率为0%，青壮年（15至64岁）失业率为6.6%；2022年，当地45.2%的家庭拥有纳税资格，平均纳税3,494欧元，低于法国平均水平（4,393欧元）。

## 社会事务

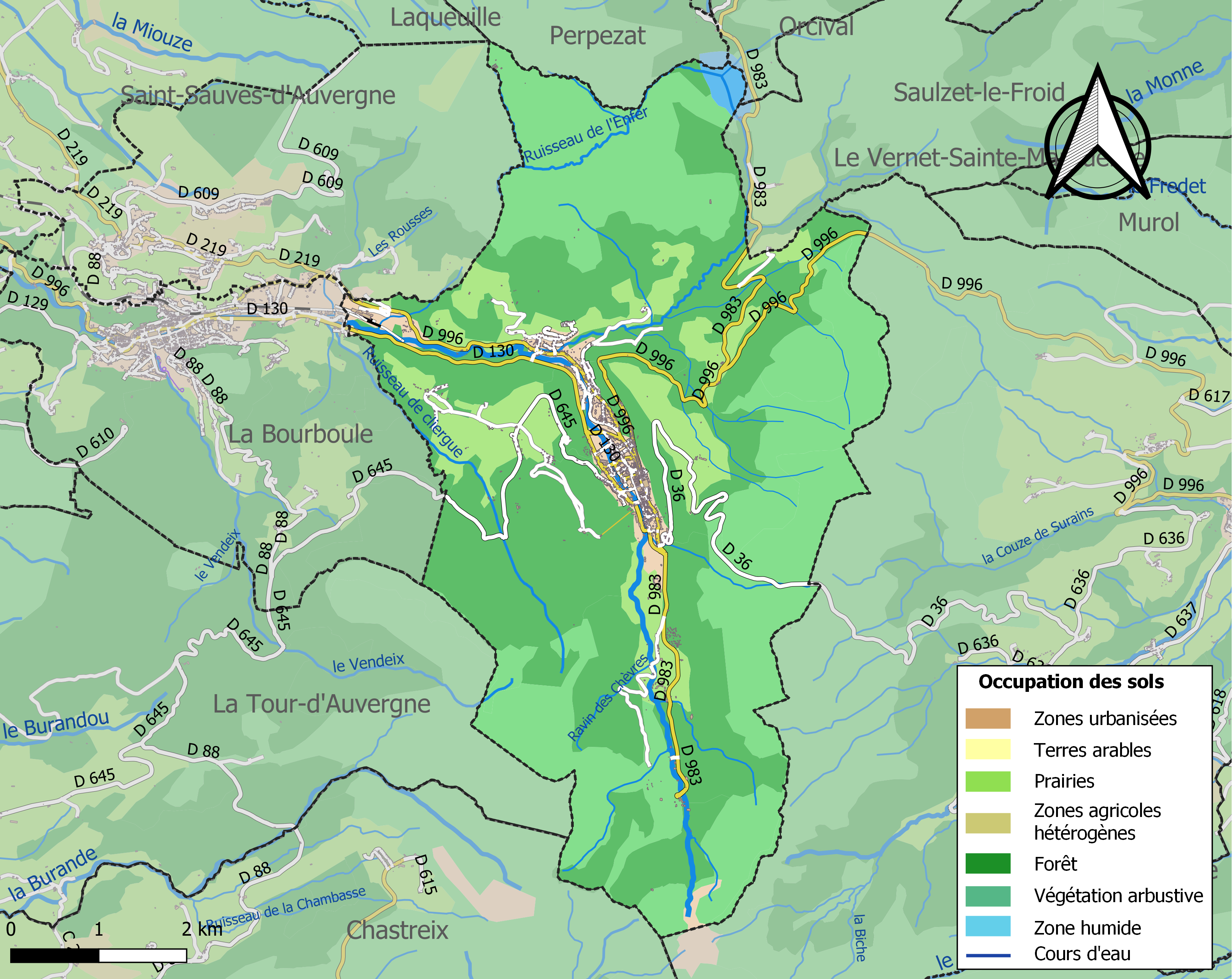
蒙多尔土地利用情况地图

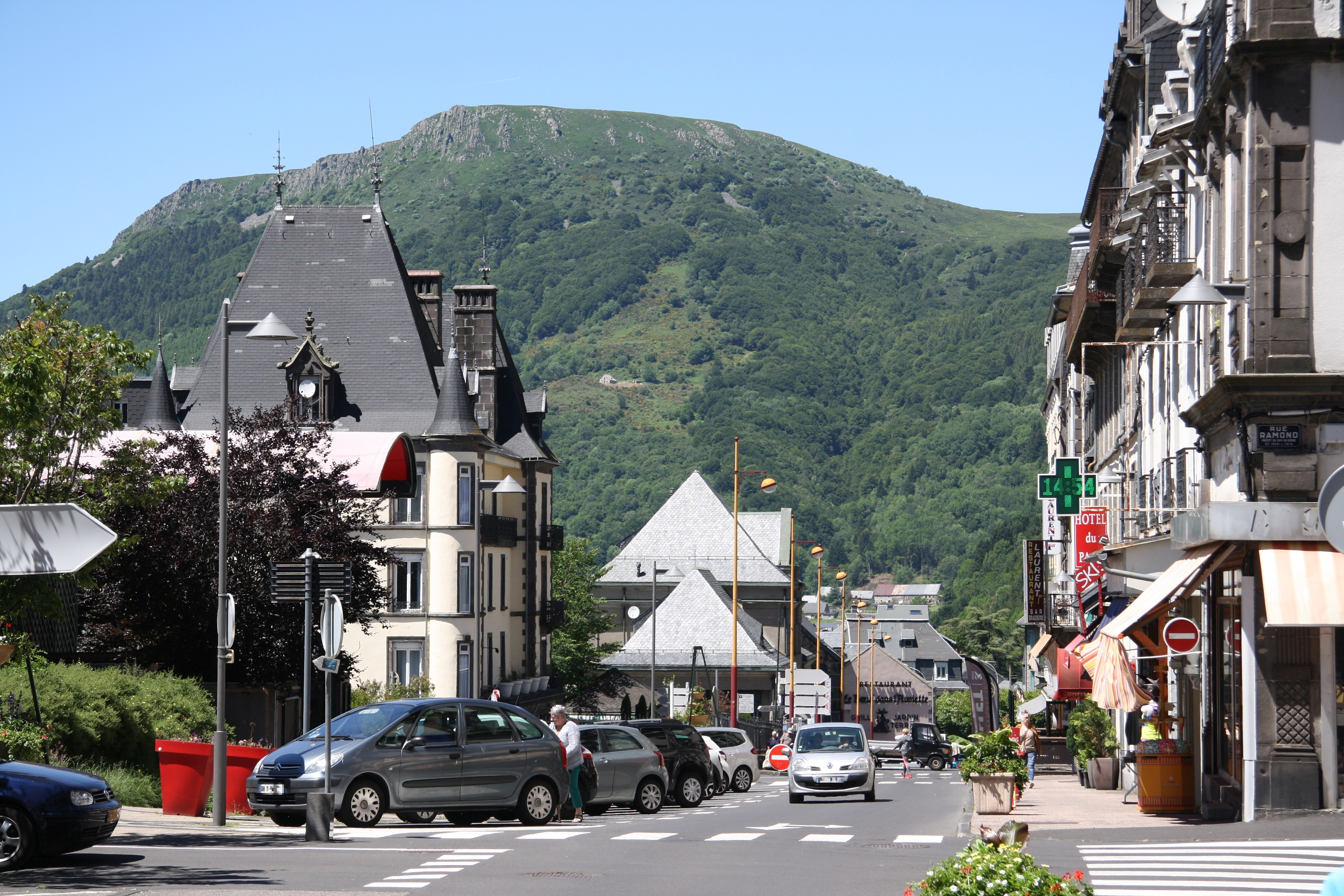
蒙多尔镇中心的梅纳迪耶街

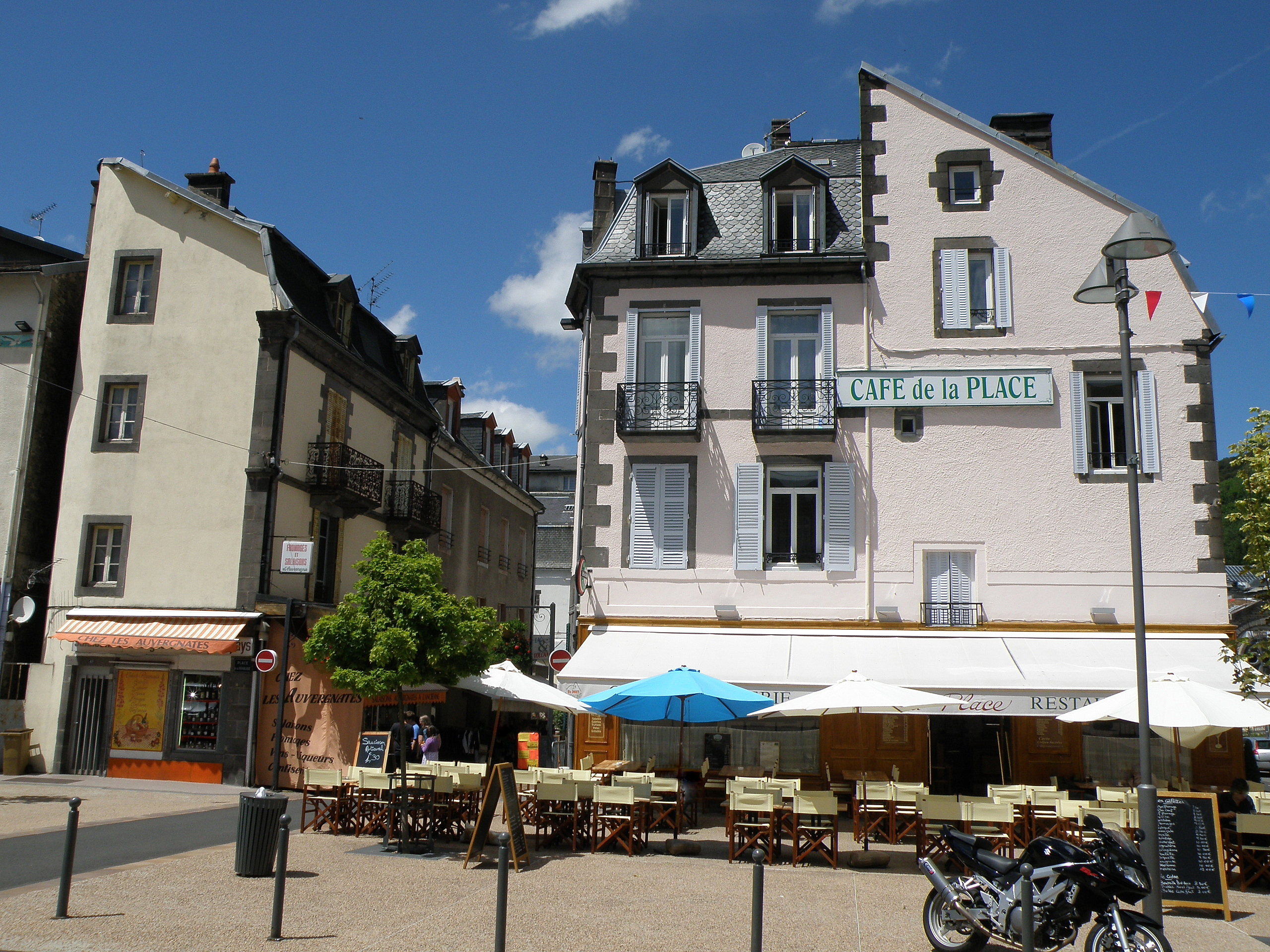
共和国广场

### 教育
蒙多尔属于克莱蒙费朗学区。截至2021年1月1日，蒙多尔境内共有1所小学。

### 医疗
截至2021年1月1日，蒙多尔境内共有全科医生8名、保健师2名、牙医2名、护士1名、耳科医生1名、皮肤科医生1名和助产士1名。境内共有药房1家、养老院1家。
蒙多尔中心医院（Centre Hospitalier de Mont-Dore）是法国的一个区域性医疗机构，其主病区医院位于蒙多尔市中心，该院设有床位217个，是勒桑西高原市镇公共社区内规模最大的公立综合性医院。

### 住房
2020年，蒙多尔境内共有各类住房3,116套，其中28.9%为独立式居民区，71.0%为集中式居民区。常住房屋占蒙多尔市镇范围内居民建筑总量的20.0%。
在住房保障政策方面，2022年，蒙多尔境内共有68户家庭获得了住房经济补助，受益人数占总人口数量的6.4%，其中77份为房租补助。

### 商业
2021年，蒙多尔境内共有各类实体商铺102家，其中餐厅31家、大型超市1家、杂货店5家、面包房6家、肉铺2家、书店2家、银行门店2家、美容美发店4家、汽车维修店3家。蒙多尔镇中心建有一家CocciMarket便民超市。

### 体育
2021年，蒙多尔境内共有1间体育馆、2处网球场、1处马术场、1处足球或橄榄球场以及1处高尔夫球场。
截至2023年11月，蒙多尔境内暂无任何注册足球俱乐部。
蒙多尔竞技俱乐部（Rugby Club du Mont-Dore）是当地的一支橄榄球俱乐部。

### 环境
蒙多尔的环境事务由其所属的勒桑西高原市镇公共社区联合各级政府协调负责。2021年，蒙多尔境内暂无污染企业。

### 治安
蒙多尔及其附近的共145个市镇是伊苏瓦尔国家宪兵队（zone gendarmerie d'Issoire）的管辖范围。2020年，该宪兵队累计记录各类案件2,229起，其中盗窃类案件1,104起，经济类案件395起，毒品交易类案件108起。

## 文化

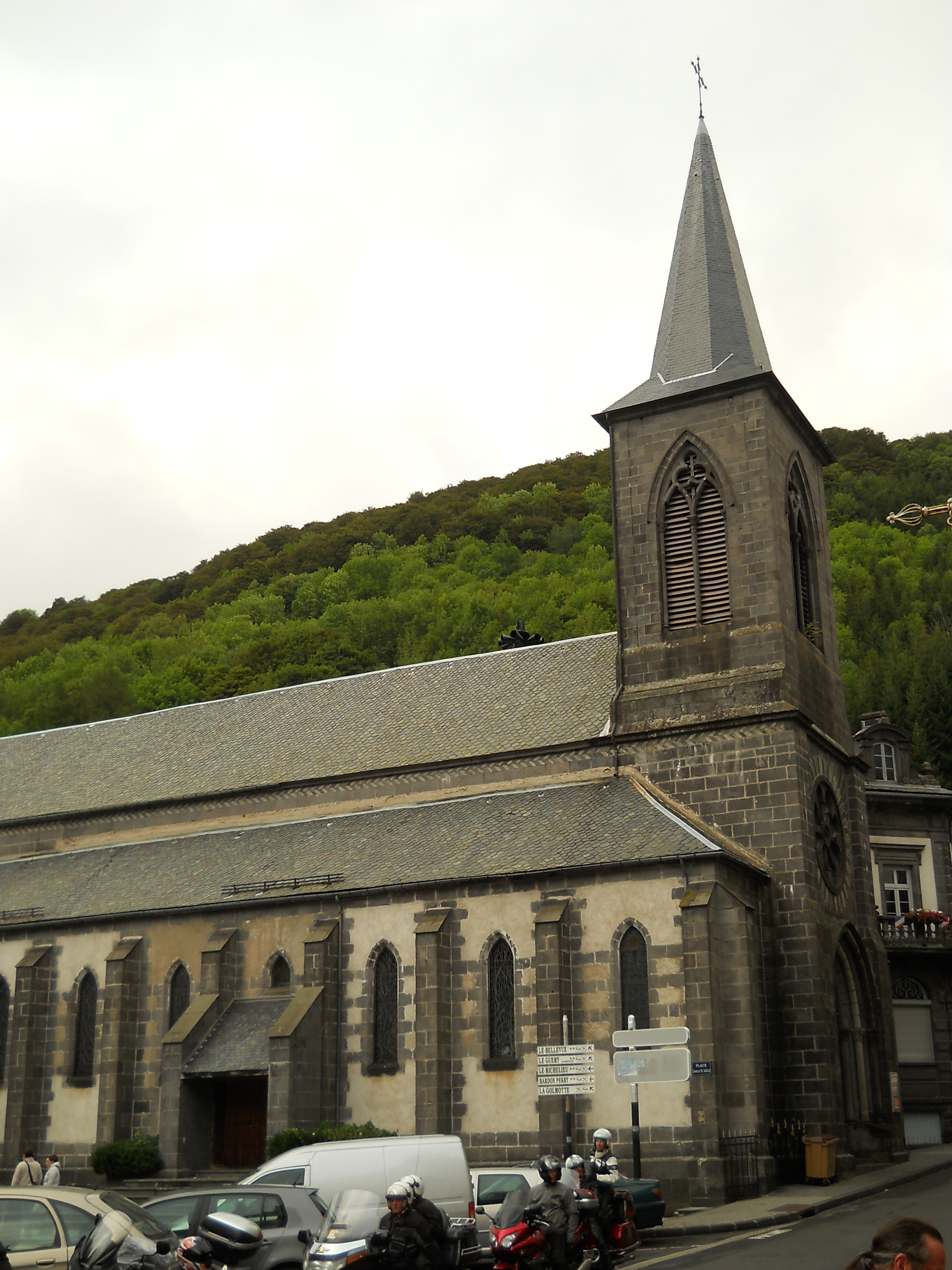
圣帕尔杜教堂

2021年，蒙多尔境内共有1家电影院。蒙多尔境内建有勒桑西多媒体中心（Médiathèque du Sancy），每周二至五向公众开放。

### 建筑
蒙多尔境内有多处历史建筑，其中蒙多尔温泉（Thermes du Mont-Dore）、圣帕尔杜教堂（Église Saint-Pardoux）等为法国国家文物保护单位。

### 旅游
蒙多尔是奥弗涅地区重要的旅游城市，当地的旅游事务由其所属的勒桑西高原市镇公共社区联合各级政府协调负责。2023年，蒙多尔境内共有16家酒店共计413间房间；另有4个露营地，可容纳共336辆露营车。

### 媒体
法国主要的媒体均可在蒙多尔接收，法国电视三台下属的奥弗涅-罗讷-阿尔卑斯大区频道在部分时段播出蒙多尔所在多姆山省的地方新闻。《山地报》、蓝色法兰西奥弗涅地区广播、震动广播、Scoop广播等为当地主要的地方性媒体。

## 友好城市
截至2023年11月，蒙多尔暂未建立任何友好城市关系。